# Prónoe (hija de Forbo)
En la mitología griega Prónoe (en griego Προνόη) es hija de un tal Forbo. Se desposó con el rey epónimo de Etolia, Etolo, y le dio dos hijos: Pleurón y Calidón, también epónimos de las dos principales ciudades de Etolia.Acaso Forbo sea el mismo que Forbante, un hijo de Lápites y esposo de Hirmina, que participa en la genealogía elea.